# Malcolm Wicks
Malcolm Hunt Wicks (1er juillet 1947 - 29 septembre 2012) est un homme politique et universitaire du Parti travailliste britannique spécialisé dans la politique sociale . Il est député de 1992, d'abord pour Croydon North West puis pour Croydon North, jusqu'à sa mort en 2012.

## Jeunesse et éducation
Wicks est né à Hatfield, Hertfordshire, fils d'Arthur Wicks (en), président travailliste du London County Council et plus tard du Greater London Council. Il fait ses études au Collège indépendant Elizabeth, à Guernesey, à la North West London Polytechnic et à  la London School of Economics obtenant un BSc en sociologie.

## Début de carrière
De 1968 à 1970, il est chargé de recherche au Département d'administration sociale de l'Université d'York, puis chercheur au Center for Environmental Studies de 1970 à 1972. Wicks travaille dans l'unité d'analyse urbaine (abolie en 1978) du ministère de l'Intérieur comme analyste des politiques sociales de 1974 à 1977, et est chargé de cours en administration sociale à l'Université Brunel de 1970 à 1974. De 1977 à 1978, il est chargé de cours en politique sociale au Collège de la fonction publique (aujourd'hui École nationale du gouvernement) à Ascot, puis directeur de recherche et secrétaire de la Commission d'études sur la famille de 1978 à 1983. Il est ensuite directeur du Family Policy Studies Center de 1983 à 1992. Il est l'auteur et co-auteur de nombreuses publications, dont Old and Cold: hypothermia and social policy et A Future for All: Do we need the Welfare State? Sa vive préoccupation au sujet de la précarité énergétique l'amène à devenir administrateur de la National Energy Foundation (1988-1994).
Il est impliqué dans la politique à Croydon, présidant son parti travailliste de circonscription locale et se présentant aux élections au Conseil de Croydon avant son élection au Parlement.
Il n'a été révélé que dans ses mémoires posthumes qu'en 1976, Wicks avait divulgué des documents du Cabinet à Frank Field du Child Poverty Action Group. Cette action s'est avérée décisive pour empêcher le gouvernement Callaghan d'introduire des conditions de ressources pour les allocations familiales.

## Carrière parlementaire
Il est élu pour la première fois en 1992 pour Croydon North West après s'être présenté sans succès en 1987.
Wicks est l'un des rares députés dont le projet de loi d'initiative parlementaire est voté, devenant la loi de 1995 sur les aidants (reconnaissance et services) reconnaissant les besoins des aidants familiaux .
Il est président du comité spécial de l'éducation de 1998 jusqu'à sa nomination en juillet 1999 au poste de ministre de l'éducation et de la formation tout au long de la vie au ministère de l'éducation et de l'emploi. En juillet 2001, il rejoint le Département du travail et des pensions, où il passe quatre ans, d'abord comme sous-secrétaire d'État parlementaire, puis comme ministre d'État, pour les pensions. En mai 2005, il est nommé ministre de l'Énergie au ministère du Commerce et de l'Industrie dans le cadre du remaniement ministériel post-électoral. Dans un mini-remaniement le 10 novembre 2006, à la suite du départ à la retraite de David Sainsbury, Wicks est nommé ministre d'État à la Science et à l'Innovation dans le même département.
Lors du premier remaniement de Gordon Brown le 28 juin 2007, Wicks est transféré au Département des affaires, des entreprises et de la réforme de la réglementation, qui remplace le Département du commerce et de l'industrie, pour reprendre son ancien poste de ministre de l'Énergie. Il est rapporté que Wicks était destiné à entrer dans le cabinet, mais le post-it portant son nom et sa position est tombé sur le sol . Il est vice-président de Carers UK et de l'Alzheimer's Society. Wicks démissionne du gouvernement en octobre 2008 pour des questions liées à un programme de déclassement à Sellafield, acceptant une nomination au Conseil privé et devenant le représentant spécial du premier ministre sur les questions énergétiques internationales. Lors du scandale des dépenses des députés, il est considéré comme un «ange parlementaire» .
Wicks est réélu député de Croydon Nord le 6 mai 2010 avec une majorité accrue de 16 483 voix.
Wicks est décédé le 29 septembre 2012, à l'âge de 65 ans, d'un cancer.

## Vie privée
Wicks épouse Margaret Baron en 1968 et ils ont un fils et deux filles.